# Sofie Španělská
Infantka Sofie Španělská (Sofía de Todos los Santos de Borbón y Ortiz; * 29. dubna 2007 Madrid) je mladší dcera krále Filipa VI. a královny Letizie. Starší sestru Leonor následuje v linii nástupnictví na španělský trůn.
Od 19. června 2014, kdy se stal její otec králem, představuje druhou v pořadí následnictví na španělský trůn. Podle španělské ústavy z roku 1978 by mohla převzít královskou korunu, pokud její otec, král Filip VI. nebude mít syna, případně se tento syn odmítne stát králem a králem se nestanou ani jeho případní potomci, nebo její sestra Leonor, kněžna asturská, odmítne královský trůn či zemře bez potomků, kteří by přežili infantku Sofii.

## Životopis
Infantka Sofie se narodila 29. dubna 2007 v 16:50 v nemocnici Ruber International v Madridu císařským řezem, dva dny po určeném datu porodu, s váhou 3310 g a výškou 50 cm. Stejně jako u její starší sestry i její narození oznámila královská rodina tisku prostřednictvím SMS. Bylo oznámeno, že její kmenové buňky z pupečníkové šňůry budou odeslány do evropské soukromé banky v Belgii a do španělské veřejné banky. Její rodiče, tehdejší princ a princezna z Asturie, udělali to samé s Leonořinými buňkami; byly převezeny do soukromého centra v Arizoně, což ve Španělsku vyvolalo kontroverze.
Sofie byla pojmenovaná po své babičce z otcovy strany, královně Sofii Španělské. Její babička, královna Sofie Řecká, uvedla, že o tom, že se její vnučka bude jmenovat po ní také Sofie neměla ani tušení, zároveň je to první výskyt jména Sofie (formou narození potomka) v královské koruně. Pokřtěná byla vodou z Jordánu 15. července v zahradách paláce Zarzuela. Jejími kmotry jsou Paloma Rocasolano (její babička z matčiny strany) a Konstantin, princ z Vidinu. Stejně jako její sestra dostala při křtu, podle bourbounské tradice, jedno jméno s doplňkovým jménem de Todos los Santos (Všech svatých).
První událost, které se účastnila, společně se svou sestrou Leonorou byla oficiální recepce v Královském paláci v Madridu, pořádaná u příležitosti vítězství Španělské fotbalové reprezentace v Mistrovství světa ve fotbale 2010 dne 12. června 2010 společně s králem a jeho manželkou, jejími rodiči a Infantkou Elenou.
První přijímání přijala dne 17. května 2017 na farnosti Asunción de Nuestra Señora a doprovázeli ji její rodiče, starší sestra, prarodiče, prababička z matčiny strany Menchu Álvarez del Valle, nevlastní babička Ana Togores a její kmotr Konstantin-Assen z Bulharska, princ z Vidinu.
Je studentkou mezinárodní školy ve Walesu, UWC Atlantic.

## Tituly a oslovení
Jako dcera španělského krále drží Sofie od svého narození titul španělské infantky a oslovení Její královská Výsost. Ačkoli má stejnou hodnost a postavení jako princezna, Sofie nedrží titul princezny, protože ve Španělsku smí tento titul nést pouze dědic či dědička koruny.
Celý Sofiin titul zní: Její královská výsost infantka doña Sofia.